# Площа Тимошенка (Мелітополь)
Площа Тимошенка — площа на околиці Мелітополя, розташована між заводами «Автокольорлит» та «АвтоЗАЗ-Мотор». Недалеко від площі розташоване Каховське шосе, на якому знаходяться юридичні адреси обох заводів і через яке здійснюється проїзд громадського транспорту.

## Історія
Після того, як на XXI з'їзді КПРС 1959 року було взято курс на спеціалізацію та кооперування народного господарства, в районі сучасної площі Тимошенка почали будуватися нові цехи Мелітопольського моторного заводу.
В 1964 комплекс кольороволиварних цехів був виділений в окреме підприємство — «Автокольорлит».
У 1966 році Моторному заводу було дозволено проєктування та будівництво виробничих цехів та заводоуправління на орних землях колгоспу «Зоря», суміжно із заводом «Автокольорлит», на площі 25 га.
Безіменна площа, що утворилася між двома заводами, довгий час не була окремим адресним об'єктом, поки в 1997 році їй не було присвоєно назву на честь Володимира Тимошенка, колишнього директора «Автокольорлиту» і Моторного заводу.

## Транспорт
Біля площі знаходиться кінцева автобусна зупинка «Автокольорлит».
Площа з'єднана асфальтовою дорогою з важливою автомагістраллю — Каховським шосе. На схід розташована ще одна дорога — ґрунтова, що веде на трасу М-18.

## Об'єкти
- Завод «Автокольорлит»
- Завод «АвтоЗАЗ-Мотор»
- Кінцева зупинка громадського транспорту «Автокольорлит»
- Алея та меморіальний комплекс біля заводу «АвтоЗАЗ-Мотор»

## Галерея
|                       |                                                  |                                            |                                                   |
| завод «Автокольорлит» | скульптура біля прохідної заводу «Автокольорлит» | зупинка біля площі                         | загальний вигляд на площу (у бік «АвтоЗАЗ-Мотор») |
|                       |                                                  |                                            |                                                   |
| завод «АвтоЗАЗ-Мотор» | плита біля алеї                                  | меморіальний комплекс біля «АвтоЗАЗ-Мотор» |                                                   |